# Achorotile albosignata
Achorotile albosignata är en insektsart som först beskrevs av Anders Gustav Dahlbom 1850.  Achorotile albosignata ingår i släktet Achorotile och familjen sporrstritar. Arten är reproducerande i Sverige. Inga underarter finns listade i Catalogue of Life.